# Eon von Axum
Eon (ca. 400) war ein König von Aksum im Norden des heutigen Äthiopien. Er ist hauptsächlich von seinen Münzen bekannt, die griechische Legenden tragen.

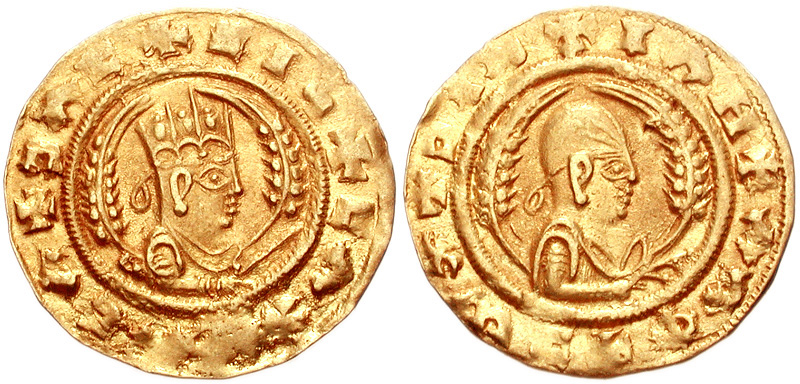
Münze des Eon

Eon trägt als erster König von Axum den Titel + BAC + CIN + BAX + ABA, der möglicherweise Basileus habasinon -„König von Habashat/Habash“ bedeutet. Dieser Titel bezeichnet in südarabischen Inschriften den Herrscher von Axum. Historisch nicht gesichert ist, ob Eon mit König Hiuna identisch, der im Buch der Himyaren erscheint und eine militärische Expedition von Axum nach Südarabien führte.